# Inguiniel
Inguiniel är en kommun i departementet Morbihan i regionen Bretagne i nordvästra Frankrike. Kommunen ligger i kantonen Plouay som tillhör arrondissementet Lorient. År 2022 hade Inguiniel 2 196 invånare.

## Befolkningsutveckling
Antalet invånare i kommunen Inguiniel
| Referens: INSEE |